# Pyrzyce
Pour la gmina, voir Pyrzyce (gmina).
Pyrzyce (en allemand : Pyritz) est une ville de la voïvodie de Poméranie-Occidentale, dans le Nord-Ouest de la Pologne. Elle est la capitale du powiat de Pyrzyce et de la gmina de Pyrzyce.

## Histoire
De 1815 à 1945, la ville est le chef-lieu de l'arrondissement de Pyritz dans le district de Stettin au sein de la province de Poméranie

## Personnalités liées à la ville
- Otto Gerstenberg (1848-1935), entrepreneur allemand qui fut un collectionneur d'art majeur de son époque.